# Stagonospora fragariae
Stagonospora fragariae är en svampart som beskrevs av Briard & Har. 1891. Stagonospora fragariae ingår i släktet Stagonospora och familjen Phaeosphaeriaceae.   Inga underarter finns listade i Catalogue of Life.